# Dendrophyllia minuscula
Espèce
Statut CITES
Dendrophyllia minuscula est une espèce de coraux appartenant à la famille des Dendrophylliidae.